# Anita Głowińska
Anita Głowińska (ur. w Gdańsku) – polska artystka plastyczka, autorka i ilustratorka książek dla dzieci.

## Życiorys
Urodziła się w Gdańsku, do szkoły chodziła w Gdyni. Ukończyła w Toruniu kierunek konserwacja i restauracja malarstwa i rzeźby polichromowanej na Wydziale Sztuk Pięknych Uniwersytetu Mikołaja Kopernika. Studiowała u profesor Marii Roznerskiej.
Ilustrowane książki dla kilkulatków, które stały się jej specjalnością, zaczęła przygotowywać dla własnych dzieci. Profesjonalnie zadebiutowała w 2010 pozycjami opracowanymi w wydawnictwie Media Rodzina w Poznaniu. Książki Głowińskiej wydano też w innych językach. Współpracuje również z wydawnictwem Adamada.
Seria książek, których bohaterką jest Kicia Kocia, liczy kilkadziesiąt tomików. W lutym 2022 w serii było 56 pozycji.
Anita Głowińska jest również autorką kolorowanek, zajmuje się projektowaniem graficznym plakatów, opakowań, katalogów. Tworzy ilustracje dla akcji „Cała Polska czyta dzieciom”.
W roku 2023 powstał serial animowany Kicia Kocia produkcji studia EgoFilm. Anita była współ-scenarzystką 26 odcinków, które pisała wraz z Maciejem Kurem.
Na spotkania autorskie zapraszana bywa m.in. do przedszkoli, a książki dla kilkulatków bywają wykorzystywane w szkołach. W samym 2021 roku jej książki sprzedały się w nakładzie niemal 2 mln egzemplarzy.

## Nagrody
Książkę Do czego służy kotlet (wydawnictwo Adamada) wyróżnił Komitet Ochrony Praw Dziecka, natomiast Dziurę w gazecie nominowano do nagrody im. Kornela Makuszyńskiego.

## Życie prywatne
W dzieciństwie mieszkała w gdańskim falowcu. Ze swoim mężem również zamieszkała w Gdańsku; mają dwójkę dzieci: córkę Lenę i syna Bruna.